# Rainald I. (Geldern)
Rainald I. von Geldern (* um 1255; † 9. Oktober 1326 in Montfort; genannt der Streitbare) war vom 10. Januar 1271 bis 1320 Graf von Geldern und von 1280 bis 1288 auch Herzog von Limburg.
Rainald wurde als Sohn von Otto II. geboren. Er hatte selbst einen Sohn, Rainald II.
1279 kaufte er die Grafschaft Kessel und Herrschaftsrechte auf dem linken Maasufer sowie die Herrschaft über Ministerialen zwischen der Maas und Mönchengladbach.
Nach dem Tod seines Schwiegervaters Walram V. von Limburg wurde er 1280 aus dem Recht seiner Frau Irmgard Herzog von Limburg. Als Irmgard bereits 1283 kinderlos starb, erhob deren Vetter Graf Adolf V. von Berg Erbansprüche auf das Herzogtum. Im hieraus entstehenden Limburger Erbfolgestreit kam es am 5. Juni 1288 bei Worringen zur Schlacht, in welcher Rainald unterlag und gefangen genommen wurde. Er musste sich die Freiheit mit Verzichtleistung auf alle Ansprüche auf Limburg erkaufen. Das Herzogtum Limburg ging immerhin nicht an Adolf V. von Berg, sondern an Herzog Johann I. von Brabant, den Gatten der Halbschwester von Rainalds zweiter Ehefrau. Die Schlacht bei Worringen raubte den Grafen von Geldern die Aussicht auf eine wirkliche Machtstellung. Rainald war in der Folgezeit so verschuldet, dass er die Grafschaft Geldern von 1288 bis 1293 an den Grafen von Flandern verpfändete. Die flandrische Herrschaft trug allerdings maßgeblich zum Aufbau einer modernen und effektiven Territorialverwaltung bei.
1306 stiftete er das Karmeliterkloster Geldern. 1310 erhielt er von König Heinrich VII. für seine Besitzungen das Privilegium de non evocando, wodurch seine Untertanen von der Gewalt ausländischer Gerichte befreit wurden.
Rainald wurde 1317 durch den deutschen Gegenkönig Friedrich den Schönen, der jedoch von Kaiser Ludwig dem Bayern nicht anerkannt wurde, in den Reichsfürstenstand erhoben.
Da er infolge einer in der Schlacht von Worringen erhaltenen Wunde gemütskrank war, erhob sich 1316 ein Aufstand in Geldern, an dessen Spitze sein Sohn Rainald II. stand. Derselbe bemächtigte sich 1320 des Vaters durch List und warf ihn ins Gefängnis, worin er 1326 starb.
Rainald I. wurde am 21. Oktober 1326 im Kloster Graefenthal begraben.

## Ehen und Nachkommen
1270 heiratete Rainald Irmgard von Limburg († 1283), die Tochter von Walram V. Diese Ehe blieb kinderlos.
1286 heiratete er Margareta von Flandern († 1331) aus dem Hause Dampierre, Tochter des Grafen Guido I. von Flandern und Namur, Witwe des Kronprinzen Alexander von Schottland († 1284). Mit ihr hatte er folgende Kinder:
- Rainald II. (* 1295; † 1343)
- Guido († nach 1315)
- Philipp († jung)
- Elisabeth († 1355), Abtissin von St. Klara in Köln
- Philippa († 1352), Nonne von St. Klara in Köln
- Margarethe, ⚭ Dietrich IX. von Kleve